# Johannes Jost (Brauer)

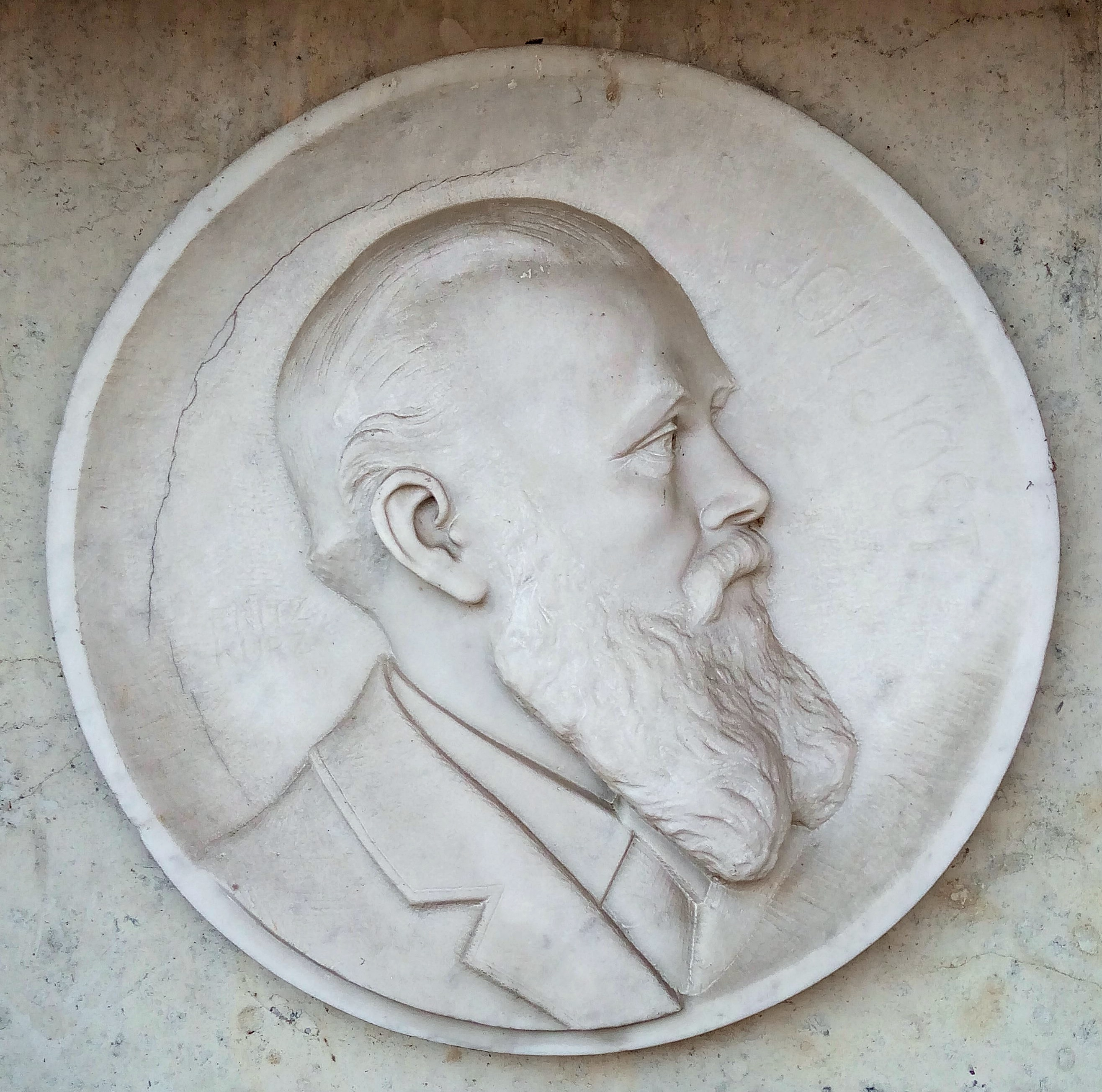
Johannes Jost, Portraitmedaillon auf dem Grabstein

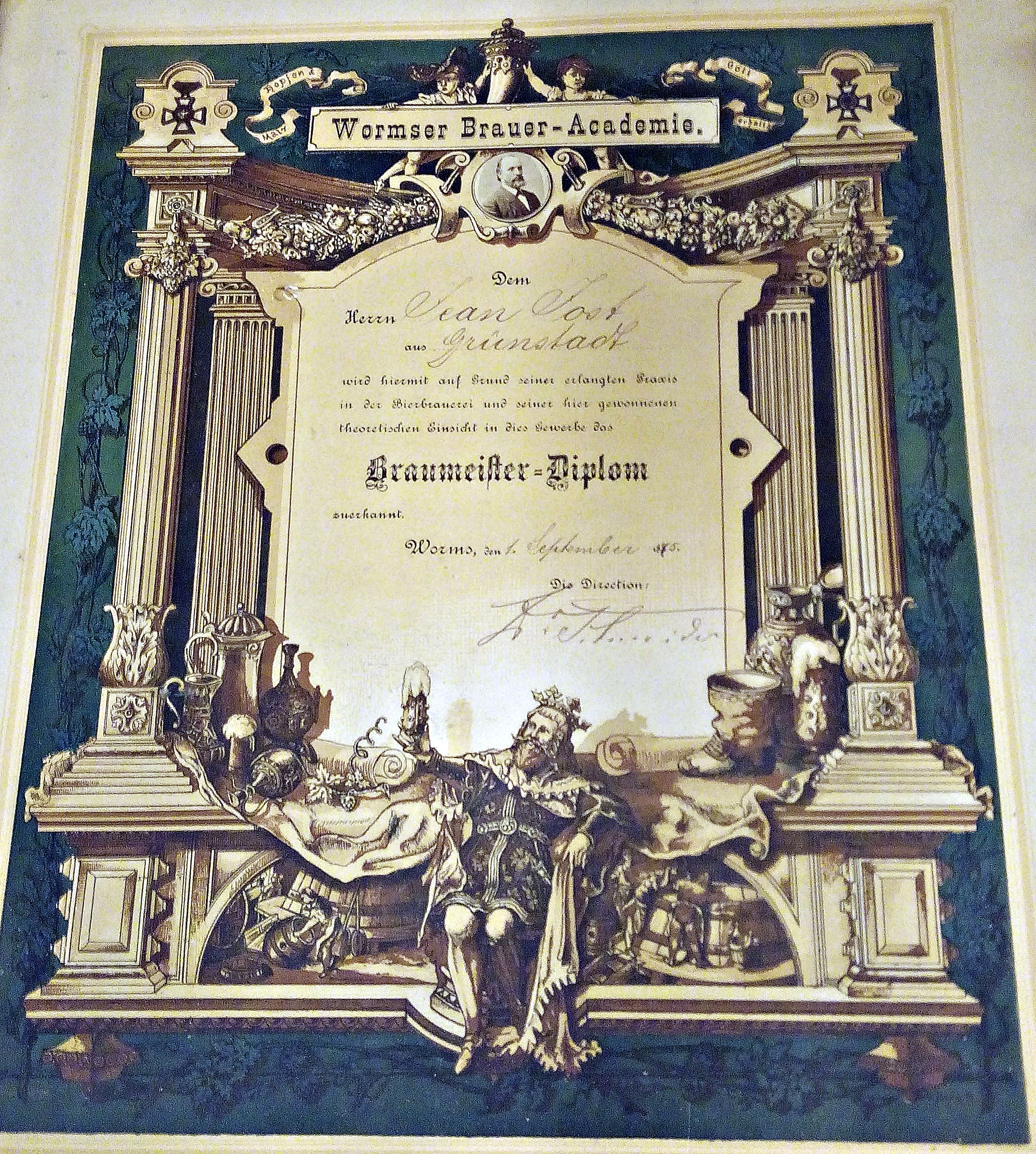
Meisterbrief, ausgestellt 1875 von der Brauakademie des Heinrich Konrad Schneider in Worms

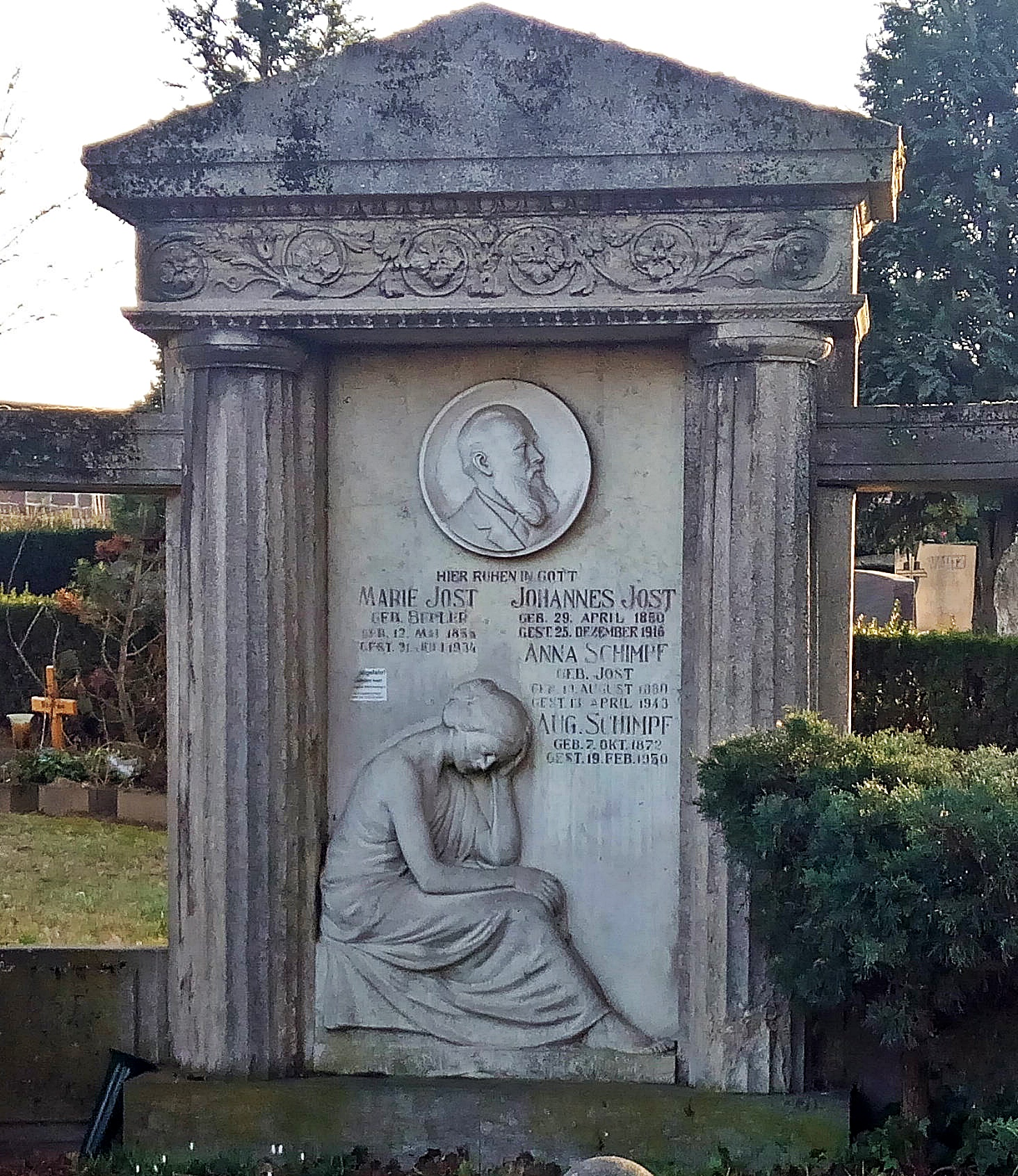
Johannes Jost, Grabstein, Friedhof Grünstadt

Johannes Jost, oft auch Jean Jost (* 29. April 1850 in Grünstadt; † 25. Dezember 1916 in Gießen) war ein deutscher Brauer und Unternehmer.

## Leben
Er war ein Sohn des Brauereibesitzers Johannes Jost II. (1819–1862) und seiner aus Bad Kreuznach stammenden Frau Dorothea, geb. Seitz. Als er 12 Jahre alt war, verstarb sein Vater. Mit 16 Jahren ging Johannes Jost von zu Hause weg und arbeitete in verschiedenen Brauereien, wo er den väterlichen Beruf erlernte. An der von Heinrich Conrad Schneider in Worms betriebenen „Akademie für Bierbrauer und Landwirte“ erwarb er am 1. September 1875 sein Braumeisterdiplom. Schneider war ein Schüler Justus von Liebigs und an seiner Schule lehrte Lorenz Adalbert Enzinger, Erfinder des nach ihm benannten Bierfilters.
Johannes Jost kehrte nach Grünstadt zurück. Mittlerweile war die Mutter verstorben und der Stiefvater hatte die in der Ringgasse gelegene Brauerei seines Vaters verkauft. Zusammen mit seinem früh verstorbenen Bruder, dem Kaufmann Wilhelm Jost (1854–1882), erwarb er 1879 in der Jakobstraße 17–19 die kleine Bierbrauerei Kuhn und gründete damit 1880 die schnell expandierende Brauerei Gebr. Jost (genannt Jost-Bräu), die bis zur Schließung 1970 eine der wichtigsten und größten Firmen Grünstadts sein sollte. 
Jost wurde einer der reichsten und angesehensten Bürger der Stadt. 1879 verheiratete er sich mit Adolphine Maria Bepler aus Gießen. Von 1884 bis zu seinem Tod war er nationalliberales Mitglied des Grünstadter Stadtrates, seit 1911 fungierte er als 1. Adjunkt (Bürgermeister-Vertreter). Eine 1902 erfolgte Wahl zum Bürgermeister hatte Jost mit Verweis auf seine Eigenschaft als Brauereichef abgelehnt, die er dann nicht mehr in vollem Umfang erfüllen könne. Ab 1895 gehörte er zudem dem Aufsichtsrat der örtlichen Volksbank an, seit 1910 als dessen Vorsitzender. Überdies war Johannes Jost Presbyter der protestantischen Kirchengemeinde und Mitglied des Protestantischen Arbeitervereins. Die Martinskirche Grünstadt hat in ihrem Fundus noch zwei wertvolle, silberne Abendmahlskannen, die er stiftete. Ein von ihm finanziertes Buntglasfenster für diese Kirche wurde im Zweiten Weltkrieg zerstört.
Der Unternehmer verstarb 1916 in Gießen. Auf dem Grünstadter Friedhof erhielt er an zentraler Stelle ein monumentales Grabmal mit Porträtmedaillon. Der Mittelteil mit Trauerfigur und das signierte Medaillon sind Werke des Mannheimer Bildhauers Friedrich Kurz, der auch das Regino-Denkmal in Altrip geschaffen hat.

## Galerie

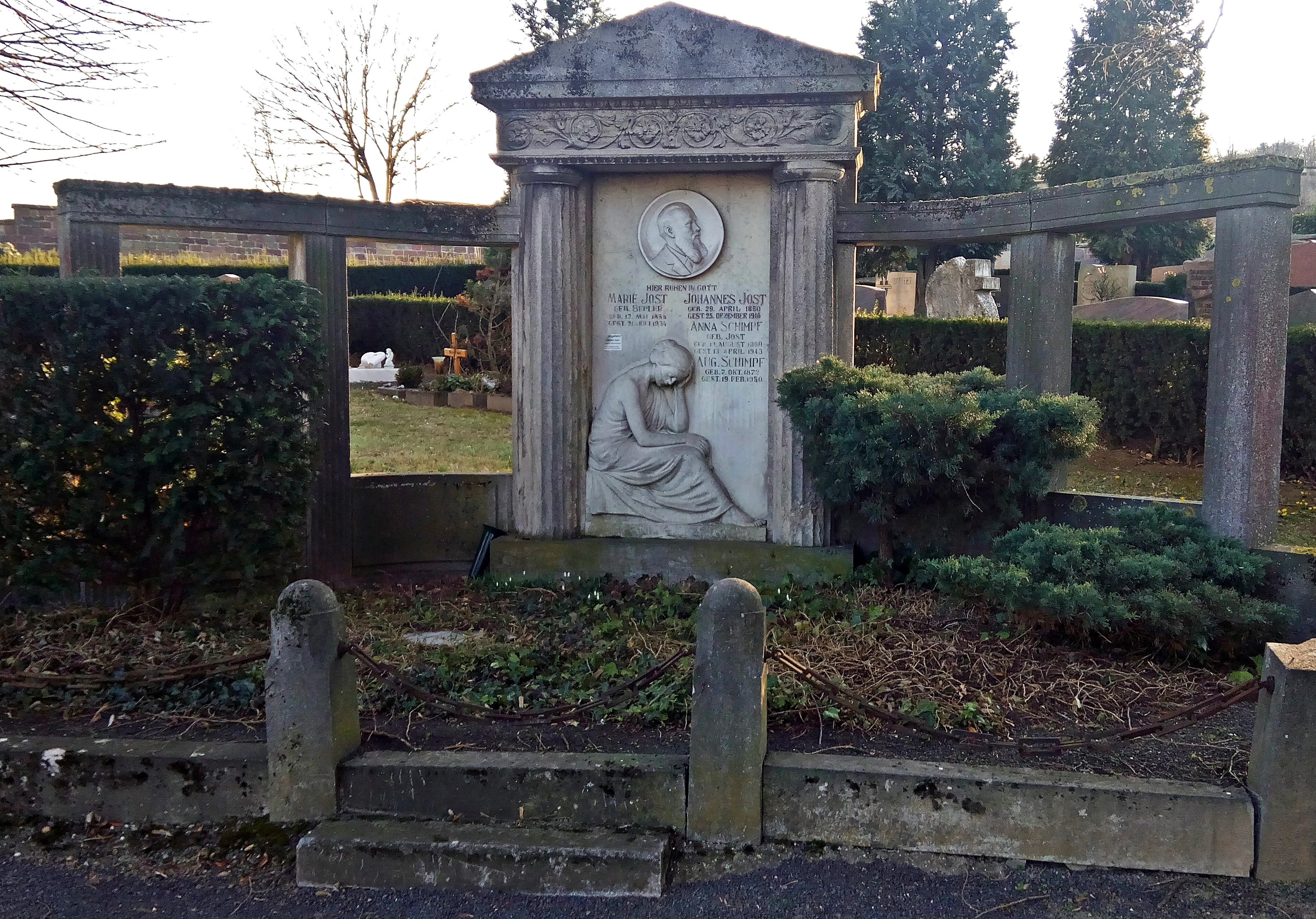
Grabanlage
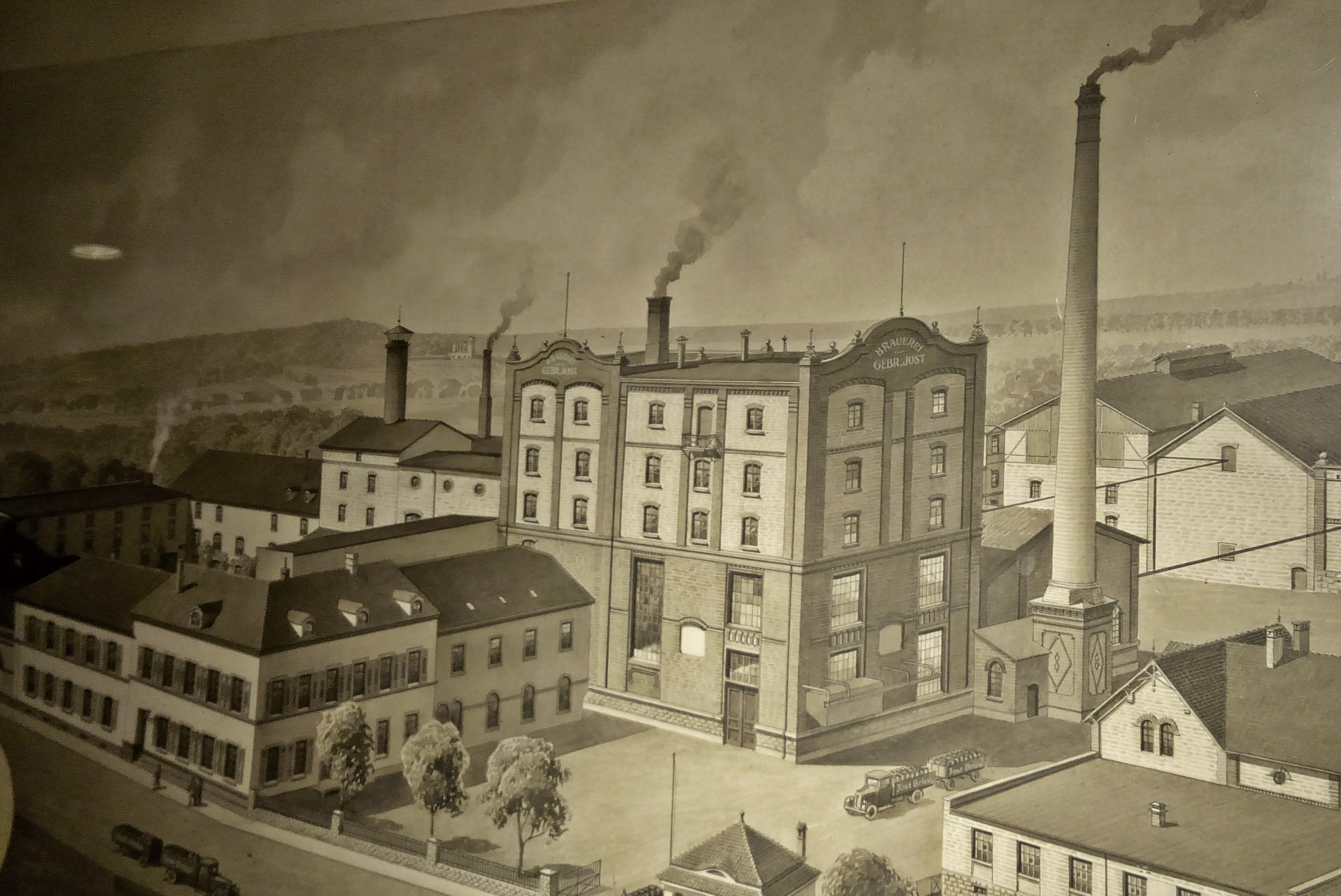
Brauerei Jost um 1920
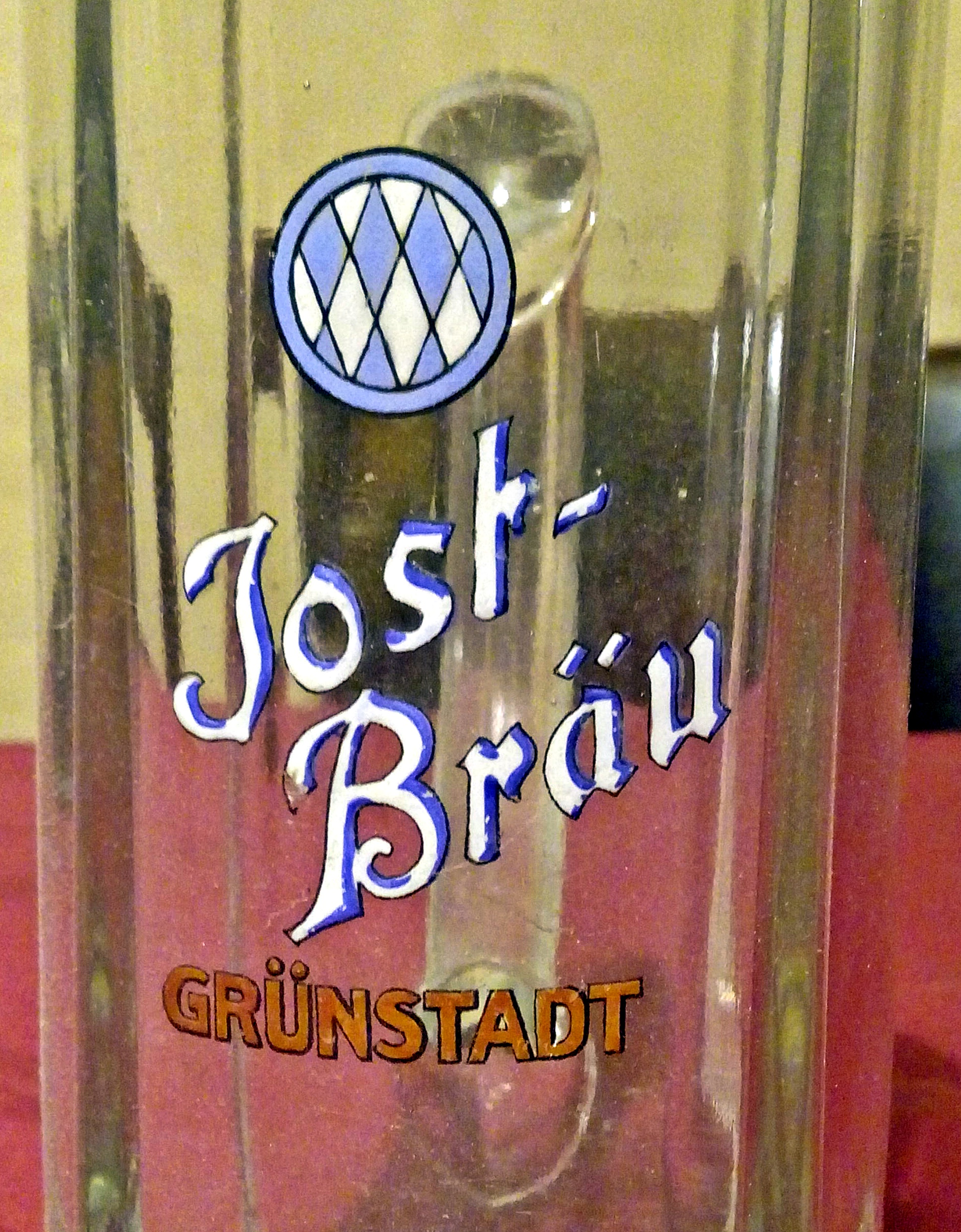
Jost-Bräu Emblem, Bierglas um 1900
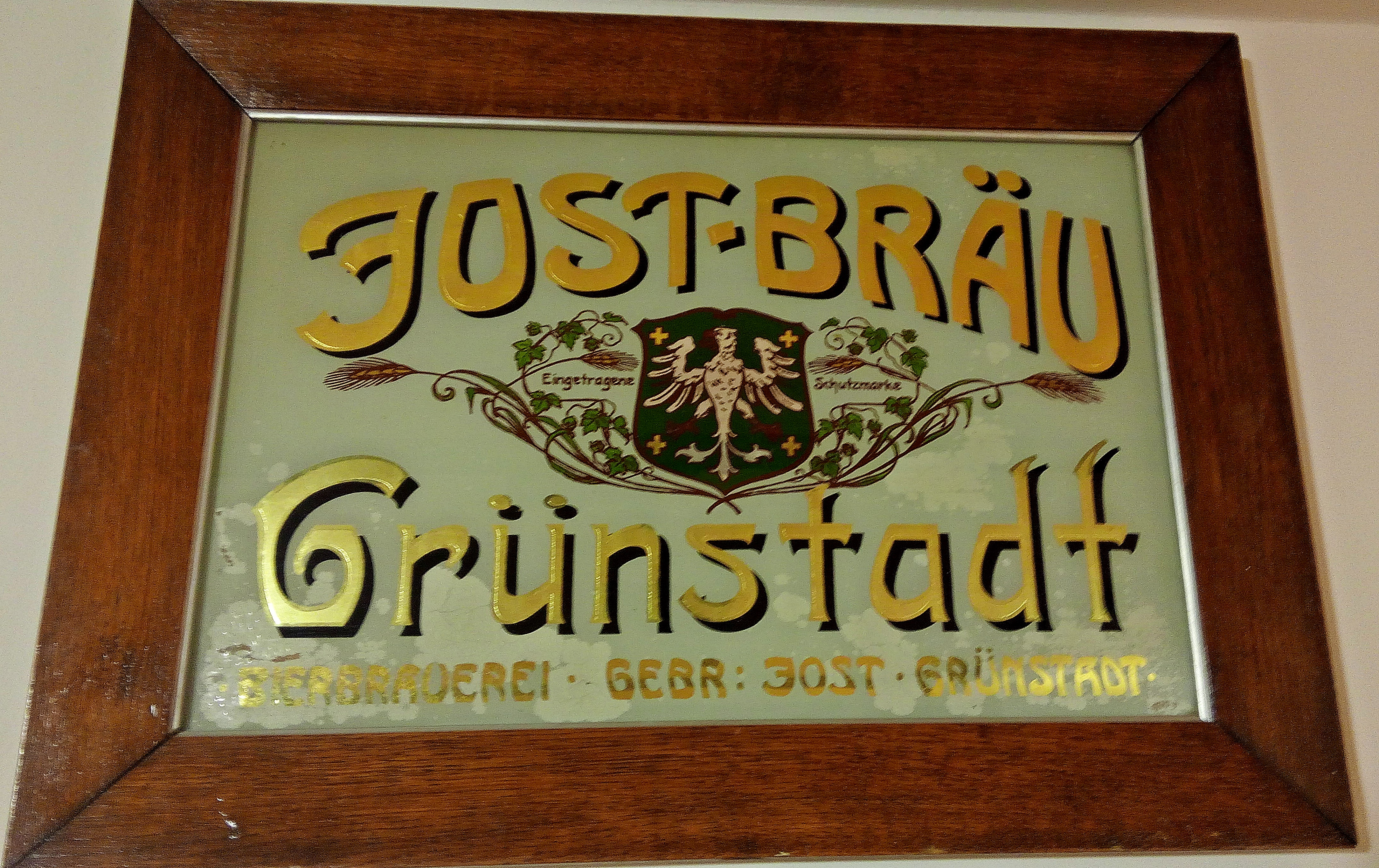
Jost-Bräu Reklameschild, um 1910
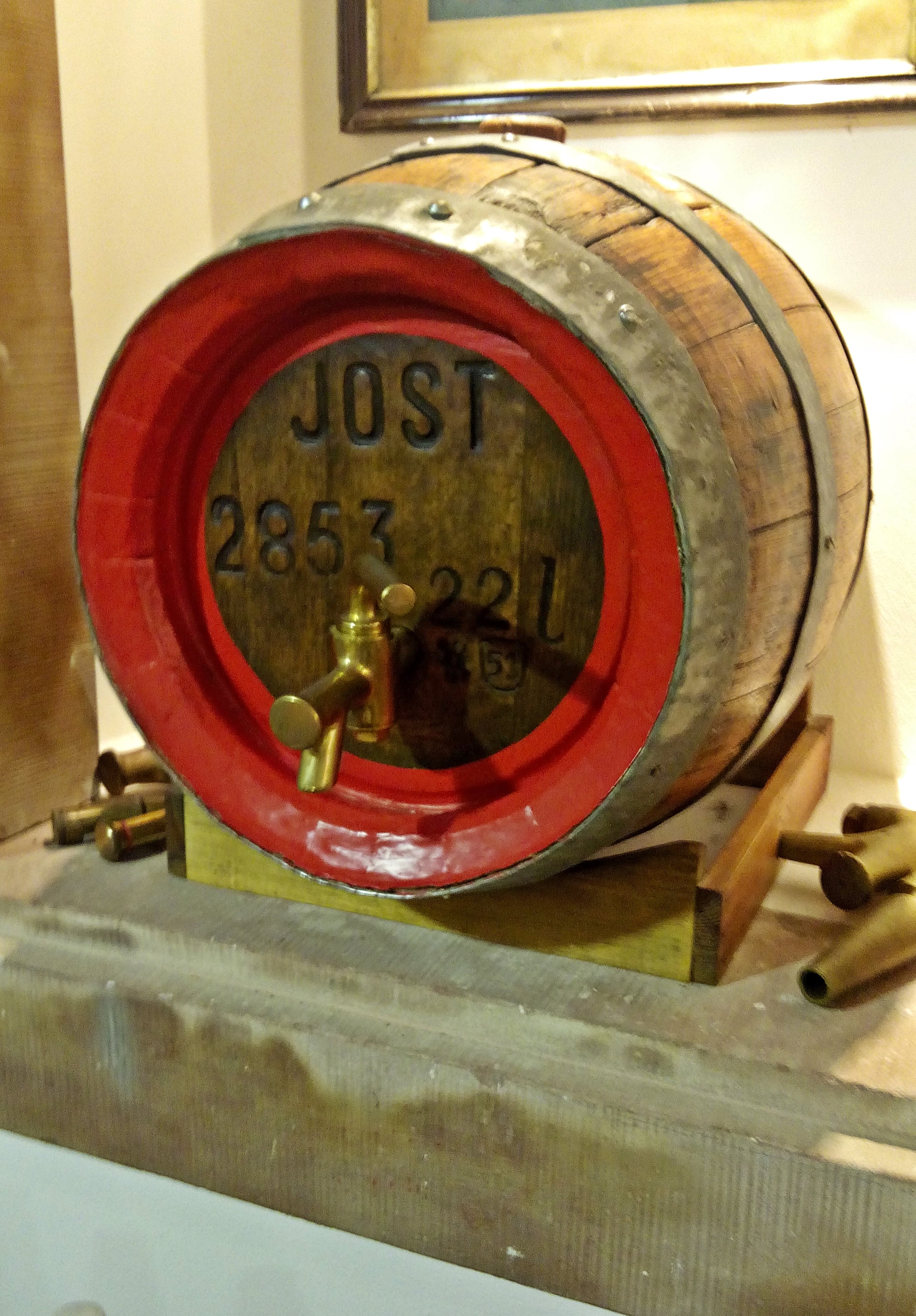
Jost-Bräu Holzfass, Stadtmuseum Grünstadt
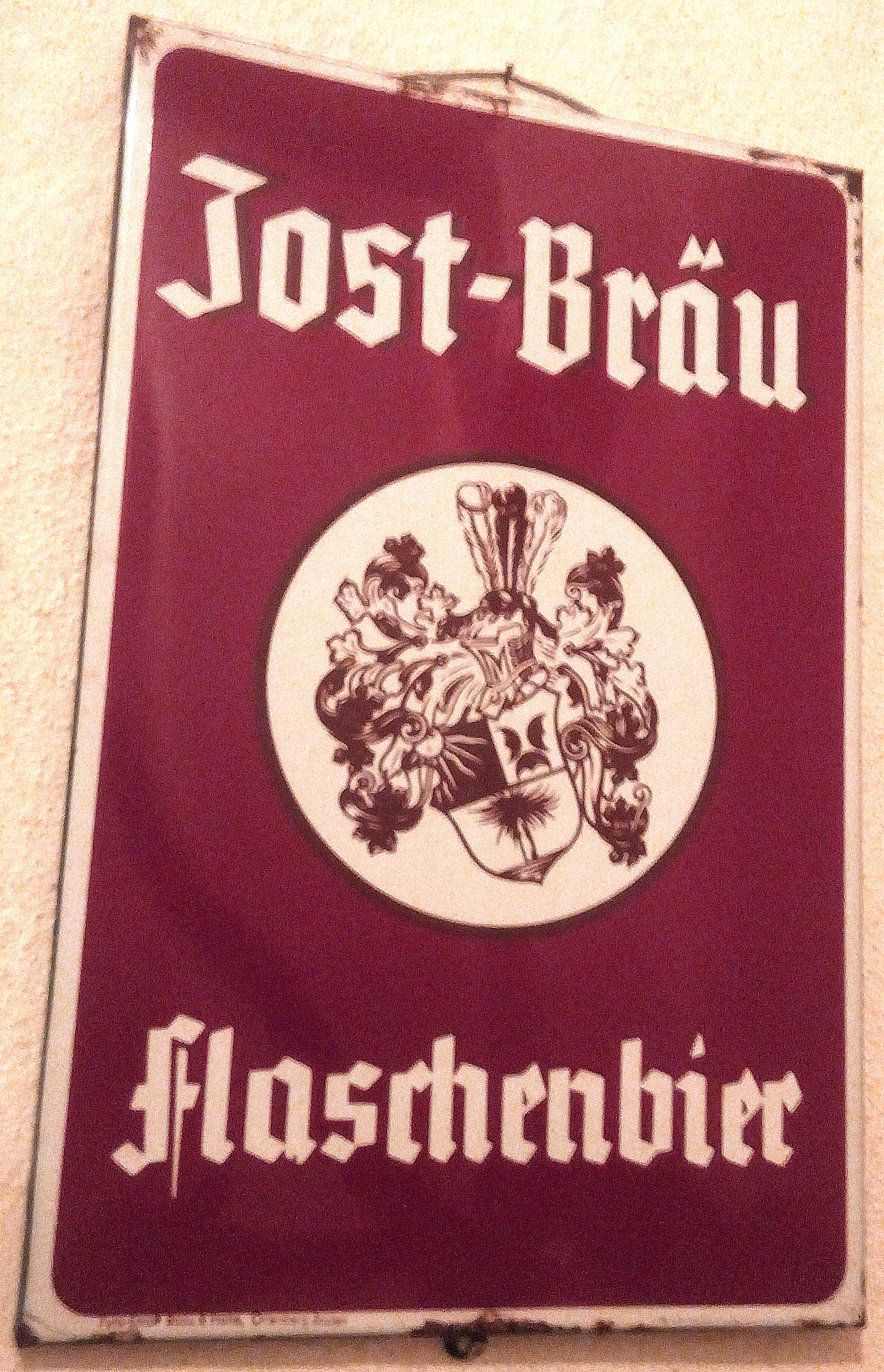
Historisches Emailleschild der Jost-Bräu
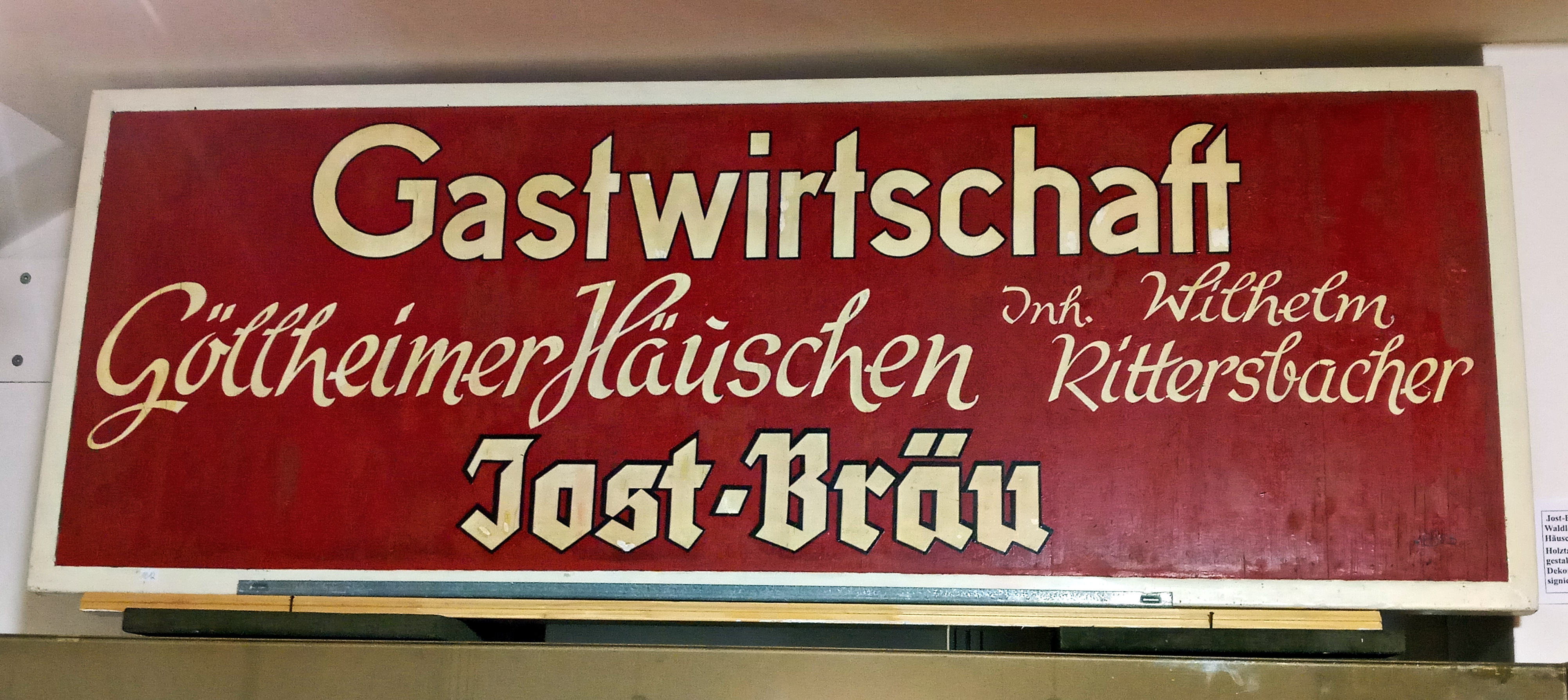
Wirtshausschild Göllheimer Häuschen